# Королева Катве
«Королева Катве» (англ. Queen of Katwe) — американський художній фільм у жанрі біографічна драма режисерки Міри Наїр та сценариста Вільяма Вілера. Фільм оснований на реальній історії угандійської шахістки Фіони Мутесі, яка, бувши безграмотною, у віці 11 років змогла перемогти на чемпіонаті країни, а вже в 14 років брала участь у 39-й олімпіаді з шахів в Ханти-Мансійську, а у 2017 році увійшла до списку «100 Жінок Африки». У сюжеті фільму демонструється її шлях від африканських нетрів до успіху у кар'єрі шахістки та кандидатки у майстри спорту Міжнародної шахової федерації (FIDE).
Адаптація була створена на основі книги та статті Тіма Кротерса в журналі ESPN, а безпосереднім створенням займалася студія Walt Disney Pictures у співпраці з ESPN Films. Прем'єри стрічки у світовому кінопрокаті не відбулося, в тому числі релізу не відбулося і в Україні. Повноцінний прокат був лише у певній кількості країн, але у більшості — він був обмежений, або демонструвався суто на кінофестивалях. Випуск фільму на Blu-ray і DVD також був обмежений невеликою кількістю країн. Уперше стрічка була продемонстрована на Торонтському міжнародному кінофестивалі 10 вересня 2016 року та пройшла обмежений показ у кінотеатрах Сполучених Штатів 23 вересня того ж року, а повноцінно вийшла в прокаті 30 вересня 2016 року. Цифровий реліз фільму відбувся 31 січня 2017.

## Сюжет
Життя в Катве — нетрищах одного з районів столиці Уганди Кампалі, є постійним випробуванням для 10-річної Фіони (Мадіна Налванга), її матері Накка Харрієт (Люпіта Ніонго) та інших членів її сім'ї. Вона та її молодший брат замість навчання в школі допомагають матері продавати кукурудзу на ринку, щоб хоч якось виживати. Окрім торгівлі на ринку, дівчинка також допомагає доглядати за своїм маленьким братом. Однак весь її світ змінюється в один день, коли вона зустрічає Роберта Катенде (Девід Оєлово) під час однієї з місіонерських програм, що проходять в Уганді. Катенде тренує футболістів і вчить дітей грати в шахи в місцевому центрі. Зацікавлена Фіона підходить до вікна будівлі й дивиться за гравцями, а незабаром вона й сама захоплюється грою і починає активно займатися шахами, заради чого щоранку долає 6,5 км і незабаром стає кращим гравцем у групі під керівництвом Катенде.
Її тренер, наперекір початковій протидії місцевих авторитетних шахових кіл, бере її в команду і Фіона вирушає на національний шкільний турнір з шахів в одну з найпрестижніших шкіл міста. Її команда спочатку відчуває себе дуже невпевнено серед інших учасників, однак завдяки удачі та таланту їм вдається взяти верх і Фіона займає на змаганнях перше місце.
Протягом усього фільму глядачеві демонструються елементи з життя юної обдарованої шахістки Фіони, про її злети й падіння, про її успіхи на змаганнях і турнірах і про її товаришів по шаховій команді. Протягом шляху до повноцінної спортивної кар'єри її переслідують проблеми життя в нетрищах та бажання врятувати себе і свою сім'ю від цього.
У 2010 році в надії, що їй пощастить стати гросмейстером і тим самим забезпечити собі необхідні фінанси, щоб витягти свою сім'ю з нетрищ і тотальної бідності, Фіона очолює збірну Уганди з шахів і разом з нею вирушає на Шахову олімпіаду в російське місто Ханти-Мансійськ. Однак конкуренція виявляється для неї занадто серйозною, і в кінці поєдинку вона поступається своїй канадській суперниці.
Після олімпіади пригнічена, засмучена, невпевнена у своїх силах та роздосадувана Фіона повертається в столицю Уганди Кампалу, в «рідні» нетрі Катве. Вона розмірковує назавжди кинути шахову кар'єру, але завдяки підтримці тренера Роберта Катенде, інших жителів Катве та своїх друзів вона повертається до шахів, перемагає на місцевих змаганнях і знову вирушає на міжнародні турніри, де зрештою досягає успіху і втілює свою мрію — рятує свою родину від нетрів. Фільм закінчується купівлею Фіоною будинку для своєї матері.

## У ролях

### Акторський склад
| Актор               | Роль                       |
| ------------------- | -------------------------- |
| Мадіна Налванга     | Фіона Мутесі               |
| Девід Оєлово        | Роберт Катенде             |
| Люпіта Ніонго       | Накку Гаррієт              |
| Мартін Кабанза      | Мугабі Брайан              |
| Тарін «Кей» Кейз    | Найт — старша сестра Фіони |
| Рональд Ссемаганда  | Іван                       |
| Ітан Назаріо Любега | Бенджамін                  |
| Нікіта Перл Валігва | Глорія                     |
| Едгар Каньїке       | Джозеф                     |
| Естері Тебандеке    | Сара Катенде               |
| Пітер Одеке         | Барумба                    |
| Шиба Карунгі        | Шакіра                     |

## Виробництво

### Розробка
Письменник і спортивний журналіст Тім Кротерс опублікував статтю «Game of her life» про Фіону Мутесі в журналі ESPN 10 січня 2011 року, а згодом написав книгу «Королева Катве: історія життя, шахи та одна надзвичайна мрія дівчини стати гросмейстером» (англ. The Queen of Katwe: A Story of Life, Chess, and One Extraordinary Girl's Dream of Becoming a Grandmaster), в якій було детально описане життя, дитинство і спортивні досягнення юної шахістки. Книга була опублікована у 2012 році, що привернуло увагу всього світу до долі талановитої угандійської дівчини, а незабаром він був помічений компанією Walt Disney Pictures, яка того ж року викупила права на всі відповідні матеріали.
Після цього, етнічний угандієць і старший креативний директор Walt Disney Studios Тендо Нагенда активно зайнявся розробкою відповідного проєкту і якомога швидшим відправленням його в виробництво.
Отримавши схвалення президента студії Disney Шона Бейлі, Нагенда вирушив відвідати Міра Наїр в її угандійському будинку, щоб запропонувати їй роботу режисера для знімання фільму про Фіону Мутесі. Наїр була зачарована історією юної шахістки та відразу погодилась на пропозицію Тендо Нагенди, після чого заявила, що завжди була оточена подібними місцевими історіями, але нічим не займалася в Уганді з 1991 року і що «вона любить будь-які історії про людей, які роблять щось з того, що здається нічим».
Через деякий час режисер Міра Наїр зустрілася з самою Фіоною Мутесі, її матір'ю Гаррієт, а також з її командою з шахів під керівництвом тренера Роберта Катенде. Вона запросила сценариста Вільям Вілера також приїхати в Кампалу, щоб провести інтерв'ю з головними фігурами фільму і таким чином започаткувати основи для створення майбутнього сценарію. Наїр зняла короткометражний хайт-концепт і представила його Disney, щоб полегшити побоювання студії, які були викликані занепокоєнням, що всі дії фільму будуть відбуватися в Африці.
Вілер вважав, що фільм може вписатися в студійну парадигму стрічок про спортивні історії про невідомих, але талановитих людей. Крім того, він цілком поділяв погляди режисера на «історії про людей, які роблять щось з того, що здається нічим».
У січні 2015 року голова студії Disney Алан Хорн дав зелене світло виробництву фільму про юну талановиту шахістку Фіону Мутесі з Уганди. Всього на виробництво фільму було виділено 15 мільйонів доларів США.

### Кастинг
У січні 2015 року Девід Оєлово і Люпіта Ніонго були обрані виконавцями головних другорядних ролей у фільмі — Роберта Катенде і Накку Гаррієт відповідно. Це був перший вибір акторів на ці ролі режисером Мірою Наїр. Всього кастинг тривав з липня по грудень 2014 року, а на головну роль пробувалися понад 700 дівчат, але в результаті — директор кастингової групи знайшов Мадіну Налванга в громадському танцювальному класі. Врешті-решт 15-річна угандійська танцівниця отримала роль Фіони Мутесі.

### Знімання
Процес створення картини розпочався у квітні 2015 року. Основне знімання зробили в самих нетрях Катве столиці Уганди, Кампалі, а також у Йоганнесбурзі, Південно-Африканська Республіка. Під час роботи над фільмом понад сто угандійців найняли для вуличних сцен як статистів, близько вісімдесяти з них не мали жодного досвіду роботи з камерами. Також було немало професійних угандійських акторів, які погоджувалися на ролі статистів. Серед них Гледіс Ойенбот — дублерка героїні Люпіта Ніонго. Крім того, режисер фільму Міра Наїр організувала акторський навчальний табір, основна мета якого — допомогти угандійським дітям підготуватися до знімання у сценах з їхньої участі.
Наїр разом з оператором фільму Шоном Боббіттом вдавалася до різноманітних візуальних підходів для створення якомога цікавіших сцен шахових матчів у фільмі.
Роберт Катенде, реальний тренер Фіони, також був присутній на зніманні фільму як консультант. Він розробляв самі шахові партії, тоді як Наїр і Боббіт працювали над візуальним складником процесу. Шахові сцени були досить складними у виробництві через те, що містили реальні шахові ходи, оскільки все мало виглядати найбільш натурально. На фінальних етапах монтажу режисер Міра Наїр і монтажер Баррі Браун вирізали деякі сцени для створення більшого драматичного ефекту.
Процес створення кінострічки «Королева Катве» завершився в червні 2015 року після 54 складних днів зйомок.

### Музика
Основним музичним супроводом фільму є пісня Аліши Кіз «Back to Life», що вийшла 1 вересня 2016 року на студії RCA Records. Крім того, у фільмі присутня велика кількість справжніх угандійських творів, а також композицій інших виконавців. Додатковий музичний супровід для «Королеви Катве» був складений і написаний Алексом Геффесом. Коментуючи написане, Геффес сказав: «Це дуже тематична і ніжна партитура, яка є більш оркестровою, ніж щось на зразок пісень групи The Roots, хоча події і відбуваються в Африці». Він також сказав: «У фільмі велика кількість справжніх, автентичних угандійських композицій, для побудови сцени, на якій партитура була б здатна якомога більше зосередити на музичному оповіданні».
Повний саундтрек-альбом вийшов 23 вересня на лейблі Walt Disney Records.
| Королева Катве (Оригінальний саундтрек) – Стандартне видання | Королева Катве (Оригінальний саундтрек) – Стандартне видання | Королева Катве (Оригінальний саундтрек) – Стандартне видання | Королева Катве (Оригінальний саундтрек) – Стандартне видання |
| #                                                            | Назва                                                        | Виконавець                                                   | Тривалість                                                   |
| ------------------------------------------------------------ | ------------------------------------------------------------ | ------------------------------------------------------------ | ------------------------------------------------------------ |
| 1.                                                           | «#1 Spice»                                                   | Йонг Кардамон & HAB                                          | 3:50                                                         |
| 2.                                                           | «Sekem»                                                      | MC Galaxy                                                    | 3:58                                                         |
| 3.                                                           | «Budo!»                                                      | Алекс Геффес                                                 | 2:05                                                         |
| 4.                                                           | «Tuli Kubigere»                                              | A Pass                                                       | 3:17                                                         |
| 5.                                                           | «Bomboclat»                                                  | Chameleone & Goodlyfe Crew                                   | 3:45                                                         |
| 6.                                                           | «Brian, My Brother!»                                         | Алекс Геффес                                                 | 1:00                                                         |
| 7.                                                           | «Skelewu»                                                    | Davido                                                       | 3:09                                                         |
| 8.                                                           | «Juicy»                                                      | Goodlyfe Crew                                                | 3:46                                                         |
| 9.                                                           | «It Is Fine»                                                 | Алекс Геффес                                                 | 1:03                                                         |
| 10.                                                          | «Engoma Yange»                                               | Нсубуга Саава Карім                                          | 4:26                                                         |
| 11.                                                          | «Wuuyo»                                                      | A Pass                                                       | 4:21                                                         |
| 12.                                                          | «Oswadde Nnyo»                                               | Afrigo Band та Мойсей Матову                                 | 3:29                                                         |
| 13.                                                          | «Mbilo Mbilo»                                                | Едді Кензо                                                   | 3:50                                                         |
| 14.                                                          | «Escape from Hospital»                                       | Алекс Геффес                                                 | 0:57                                                         |
| 15.                                                          | «Nfunda N'omubi»                                             | Afrigo Band та Джоаніта Каваля                               | 2:48                                                         |
| 16.                                                          | «Kiwani»                                                     | Боббі Вайн                                                   | 4:49                                                         |
| 17.                                                          | «The Promise of Harriet»                                     | Алекс Геффес                                                 | 1:16                                                         |
| 18.                                                          | «Kyempulila»                                                 | A Pass                                                       | 2:26                                                         |
| 19.                                                          | «Home Again»                                                 | Майкл Ківанука                                               | 3:31                                                         |
| 20.                                                          | «Back to Life»                                               | Аліша Кіз                                                    | 4:54                                                         |
| 21.                                                          | «Shekini»                                                    | P-Square                                                     | 3:38                                                         |

| Королева Катве (Оригінальний саундтрек) – Deluxe edition (бонусні композиції) | Королева Катве (Оригінальний саундтрек) – Deluxe edition (бонусні композиції) | Королева Катве (Оригінальний саундтрек) – Deluxe edition (бонусні композиції) | Королева Катве (Оригінальний саундтрек) – Deluxe edition (бонусні композиції) |
| #                                                                             | Назва                                                                         | Виконавець                                                                    | Тривалість                                                                    |
| ----------------------------------------------------------------------------- | ----------------------------------------------------------------------------- | ----------------------------------------------------------------------------- | ----------------------------------------------------------------------------- |
| 21.                                                                           | «Am I Ready?»                                                                 | Алекс Геффес                                                                  | 2:16                                                                          |
| 22.                                                                           | «We Have a Champion»                                                          | Алекс Геффес                                                                  | 1:15                                                                          |
| 23.                                                                           | «New World»                                                                   | Алекс Геффес                                                                  | 2:01                                                                          |
| 24.                                                                           | «Phiona Wins Joseph»                                                          | Алекс Геффес                                                                  | 2:46                                                                          |
| 25.                                                                           | «At the Threshold»                                                            | Алекс Геффес                                                                  | 1:28                                                                          |
| 26.                                                                           | «Father Grimes – Commence Play!»                                              | Алекс Геффес                                                                  | 1:09                                                                          |
| 27.                                                                           | «Such Aggressiveness in a Girl Is a Treasure»                                 | Алекс Геффес                                                                  | 1:20                                                                          |
| 28.                                                                           | «You Make a Plan Mama»                                                        | Алекс Геффес                                                                  | 2:43                                                                          |
| 29.                                                                           | «Is This Heaven?»                                                             | Алекс Геффес                                                                  | 1:43                                                                          |
| 30.                                                                           | «Like Ghosts»                                                                 | Алекс Геффес                                                                  | 1:45                                                                          |
| 31.                                                                           | «Olympiad»                                                                    | Алекс Геффес                                                                  | 4:00                                                                          |
| 32.                                                                           | «The Water Takes Everything It Wants»                                         | Алекс Геффес                                                                  | 3:17                                                                          |
| 33.                                                                           | «Robert Katende, I Am Your Mother»                                            | Алекс Геффес                                                                  | 1:47                                                                          |
| 34.                                                                           | «School»                                                                      | Алекс Геффес                                                                  | 1:37                                                                          |
| 35.                                                                           | «Entering Rwabushenyi»                                                        | Алекс Геффес                                                                  | 1:24                                                                          |
| 36.                                                                           | «You Belong Here»                                                             | Алекс Геффес                                                                  | 4:17                                                                          |
| 37.                                                                           | «We Are Home»                                                                 | Алекс Геффес                                                                  | 2:26                                                                          |

## Випуск
Стрічка була продемонстрована на Торонтському міжнародному кінофестивалі 10 вересня 2016 року. 20 вересня того ж року компанія Disney провела корпоративну прем'єру в El Capitan Theatre в Голлівуді, Лос-Анджелес, а вже 22 вересня відбувся ще один прем'єр-показ на фестивалі Urban World Festival. Повноцінній реліз фільму в США відбувся 30 вересня 2016 року.
Африканські прем'єри фільму відбулися 1 жовтня в Кампалі, Уганда і 5 жовтня в Йоганнесбурзі, ПАР.
В Європі ж фільм дебютував на Лондонському кінофестивалі 9 жовтня 2016 року. 21 жовтня 2016 року фільм був офіційно показаний у широкому прокаті в Великій Британії, а 20 квітня 2017 року в кінотеатрах Німеччини. Наступний показ відбувся 22 жовтня на Міжнародному кінофестивалі Морелія в Мексиці. 12 листопада фільм показали на Кінофестифалі Золотий кінь у Тайбеї, а вже 24 листопада відбувся ще один показ, цього разу — на Азійсько-тихоокеанському кінофестивалі в Брисбені.
31 січня 2017 року компанією Walt Disney Studios Home Entertainment фільм вийшов на Blu-ray носіях і DVD, а також відбувся цифровий реліз стрічки.

## Відгуки

### Касові збори
В обмежений прокат в Сполучених Штатах стрічка вийшла 23 вересня 2016 року з передбачуваною сумою виручки в 82 000 доларів США, що становить у середньому 1577 доларів за екран в 52 кінотеатрах. До початку уїк-енду він заробив 304 933 долари, що в середньому складає 5864 долари за екран. У широкий прокат в США стрічка вийшла 30 вересня того ж року, на 1242 екранах по всій країні та за перший тиждень зібрала 2,5 млн доларів. На кінець світового прокату загалом було зібрано 10,4 млн доларів США.

### Критичні відгуки
Фільм «Королева Катве» мав переважно схвальні відгуки критиків, а акторська гра Девіда Оєлово і Люпіти Ніонго дістала одностайно позитивні оцінки. Сайт інтернет-агрегатора «Rotten Tomatoes» оцінив фільм в 93 % рейтингу схвалення на основі 184 відгуків і має середній рейтинг користувацьких оцінок 9.8/10 балів. На «Metacritic» фільм має нормалізований рейтинг 73/100, оснований на рецензіях 40 критиків та глядацький рейтинг 6.5/10 балів. Глядачі, опитані компанією «CinemaScore», дали фільму середню оцінку «A+» за шкалою від «А+» до «F».

### Нагороди та номінації
| Список нагород та номінацій               | Список нагород та номінацій | Список нагород та номінацій                                                | Список нагород та номінацій                         | Список нагород та номінацій | Список нагород та номінацій |
| Нагорода                                  | Рік                         | Номінація                                                                  | Номінант                                            | Результат                   | Дж.                         |
| ----------------------------------------- | --------------------------- | -------------------------------------------------------------------------- | --------------------------------------------------- | --------------------------- | --------------------------- |
| African-American Film Critics Association | 2017                        | 10 найкращих фільмів                                                       | «Королева Катве»                                    | 10-те місце                 | [ 44 ]                      |
| Премія Африканської кіноакадемії          | 2017                        | Премія Африканської кіноакадемії за найперспективнішого актора             | Мадіна Налванга                                     | Перемога                    | [ 45 ]                      |
| Премія Африканської кіноакадемії          | 2017                        | Премія Африканської кіноакадемії за найкращу чоловічу роль у головній ролі | David Oyelowo                                       | Номінація                   | [ 45 ]                      |
| Премія Африканської кіноакадемії          | 2017                        | Премія Африканської кіноакадемії за найкращу жіночу роль у головній ролі   | Lupita Nyong'o                                      | Номінація                   | [ 45 ]                      |
| Премія Африканської кіноакадемії          | 2017                        | Премія Африканської кіноакадемії за найкращу режисуру                      | Міри Наїр                                           | Номінація                   | [ 45 ]                      |
| Премія Африканської кіноакадемії          | 2017                        | Премія Африканської кіноакадемії за найкращий фільм                        | «Королева Катве»                                    | Номінація                   | [ 45 ]                      |
| Премія Африканської кіноакадемії          | 2017                        | Премія Африканської кіноакадемії за найкращий художній дизайн              | «Королева Катве»                                    | Номінація                   | [ 45 ]                      |
| Премія Африканської кіноакадемії          | 2017                        | Премія Африканської кіноакадемії за найкращий дизайн костюмів              | «Королева Катве»                                    | Перемога                    | [ 45 ]                      |
| Премія Африканської кіноакадемії          | 2017                        | Премія Африканської кіноакадемії за найкращі візуальні ефекти              | «Королева Катве»                                    | Номінація                   | [ 45 ]                      |
| Alliance of Women Film Journalists        | 2016                        | Найкраща жінка-режисер                                                     | Міри Наїр                                           | Номінація                   | [ 46 ] [ 47 ]               |
| Alliance of Women Film Journalists        | 2016                        | Найпроривніший виступ                                                      | Мадіна Налванга                                     | Номінація                   | [ 46 ] [ 47 ]               |
| Black Reel Awards                         | 2017                        | Найвидатніша актриса                                                       | Мадіна Налванга                                     | Номінація                   | [ 48 ]                      |
| Black Reel Awards                         | 2017                        | Найвидатніша актриса другого плану                                         | Люпіта Ніонго                                       | Номінація                   | [ 48 ]                      |
| Black Reel Awards                         | 2017                        | Найвидатніша оригінальна пісня                                             | «Back to Life» – Аліша Кіз, Illangelo та Біллі Уолш | Номінація                   | [ 48 ]                      |
| Кінопремія «Вибір критиків»               | 2016                        | Найкащий молодий виконавець                                                | Мадіна Налванга                                     | Номінація                   | [ 49 ]                      |
| Evening Standard British Film Awards      | 2016                        | Найкращий актор                                                            | Девід Оєлово                                        | Номінація                   | [ 50 ]                      |
| Golden Tomato Awards                      | 2017                        | Найкращий дитячий/сімейний фільм року                                      | «Королева Катве»                                    | 2-ге місце                  | [ 51 ]                      |
| Премія Лондонського гуртка кінокритиків   | 2017                        | Британський/ірландський актор року                                         | Девід Оєлово                                        | Номінація                   | [ 52 ]                      |
| NAACP Image Awards                        | 2017                        | Найвидатніша актриса                                                       | Мадіна Налванга                                     | Номінація                   | [ 53 ]                      |
| NAACP Image Awards                        | 2017                        | Найвидатніша актриса другого плану                                         | Люпіта Ніонго                                       | Номінація                   | [ 53 ]                      |
| NAACP Image Awards                        | 2017                        | Найвидатніший актор другого плану                                          | Девід Оєлово                                        | Номінація                   | [ 53 ]                      |
| NAACP Image Awards                        | 2017                        | Найвидатніший режисер                                                      | Міри Наїр                                           | Номінація                   | [ 53 ]                      |
| National Film Awards UK                   | 2017                        | Найкраща актриса                                                           | Люпіта Ніонго                                       | Номінація                   | [ 54 ]                      |
| National Film Awards UK                   | 2017                        | Найкращий міжнародний фільм                                                | «Королева Катве»                                    | Номінація                   | [ 54 ]                      |
| Міжнародний кінофестиваль у Торонто       | 2016                        | Вибір глядачів                                                             | Міри Наїр                                           | 3-те місце                  | [ 55 ]                      |
| Women Film Critics Circle                 | 2016                        | Найкращий фільм знятий жінкою                                              | «Королева Катве»                                    | Номінація                   | [ 56 ]                      |
| Women Film Critics Circle                 | 2016                        | Найкраща молода актриса                                                    | Мадіна Налванга                                     | Номінація                   | [ 56 ]                      |
| Women Film Critics Circle                 | 2016                        | Найкращі жіночі образи у фільмі                                            | «Королева Катве»                                    | Номінація                   | [ 56 ]                      |
| Women Film Critics Circle                 | 2016                        | Найкращий сімейний фільм                                                   | «Королева Катве»                                    | Перемога                    | [ 56 ]                      |